# Дьюи (округ, Оклахома)
Округ Дьюи (англ. Dewey County) располагается в штате Оклахома, США. Официально образован в 1892 году. По состоянию на 2012 год, численность населения составляла 4783 человек.

## География
По данным Бюро переписи США, общая площадь округа равняется 2 611 км2, из которых 2 590 км2 суша и 21 км2 или 0,810 % это водоёмы.

## Население
По данным переписи населения 2000 года в округе проживает 4 743 жителей в составе 1 962 домашних хозяйств и 1 336 семей. Плотность населения составляет 2,00 человека на км2. На территории округа насчитывается 2 425 жилых строений, при плотности застройки около 1,00-го строения на км2. Расовый состав населения: белые — 92,16 %, афроамериканцы — 0,13 %, коренные американцы (индейцы) — 4,64 %, азиаты — 0,06 %, гавайцы — 0,02 %, представители других рас — 0,72 %, представители двух или более рас — 2,28 %. Испаноязычные составляли 2,68 % населения независимо от расы.
В составе 26,70 % из общего числа домашних хозяйств проживают дети в возрасте до 18 лет, 59,80 % представляют собой супружеские пары проживающие вместе, 5,00 % домашних хозяйств представляют собой одиноких женщин без супруга, 31,90 % домашних хозяйств не имеют отношения к семьям, 30,00 % домашних хозяйств состоят из одного человека, 16,40 % домашних хозяйств состоят из престарелых (65 лет и старше), проживающих в одиночестве. Средний размер домашнего хозяйства составляет 2,35 человека, и средний размер семьи 2,93 человека.
Возрастной состав округа: 23,30 % моложе 18 лет, 7,10 % от 18 до 24, 22,90 % от 25 до 44, 25,70 % от 45 до 64 и 25,70 % от 65 и старше. Средний возраст жителя округа 43 лет. На каждые 100 женщин приходится 94,90 мужчин. На каждые 100 женщин старше 18 лет приходится 91,30 мужчин.
Средний доход на домохозяйство в округе составлял 28 172 USD, на семью — 36 114 USD. Среднестатистический заработок мужчины был 26 675 USD против 18 548 USD для женщины. Доход на душу населения составлял 15 806 USD. Около 11,40 % семей и 15,00 % общего населения находились ниже черты бедности, в том числе — 17,60 % молодёжи (тех, кому ещё не исполнилось 18 лет) и 15,80 % тех, кому было уже больше 65 лет.